# Wólka Korczowska
Wólka Korczowska – wieś w Polsce położona w województwie lubelskim, w powiecie bialskim, w gminie Łomazy. Obok miejscowości przepływa niewielka rzeka Rudka, dopływ Krzny.
W latach 1975–1998 miejscowość administracyjnie należała do województwa bialskopodlaskiego. 
Wieś jest sołectwem w gminie Łomazy. Według Narodowego Spisu Powszechnego z roku 2011 wieś liczyła 64 mieszkańców.
Wierni Kościoła rzymskokatolickiego należą do parafii św. Michała Archanioła w Witorożu.

## Demografia
Według spisu powszechnego z roku 1921 miejscowość Korczowska Wólka – wieś i folwark spisane łącznie posiadały 23 budynki (w tym 14 mieszkalnych) i 113 mieszkańców. Według Narodowego Spisu Powszechnego (III 2011 r.) liczyła 64 mieszkańców i była najmniejszą miejscowością gminy Łomazy.